# NGC 931
NGC 931 è una vasta galassia a spirale situata nella costellazione del Triangolo, a una distanza di circa 229 milioni di anni luce dalla nostra Via Lattea.

## Scoperta
La galassia è stata scoperta il 26 settembre 1865 dall'astronomo prussiano Heinrich d'Arrest.

## Descrizione

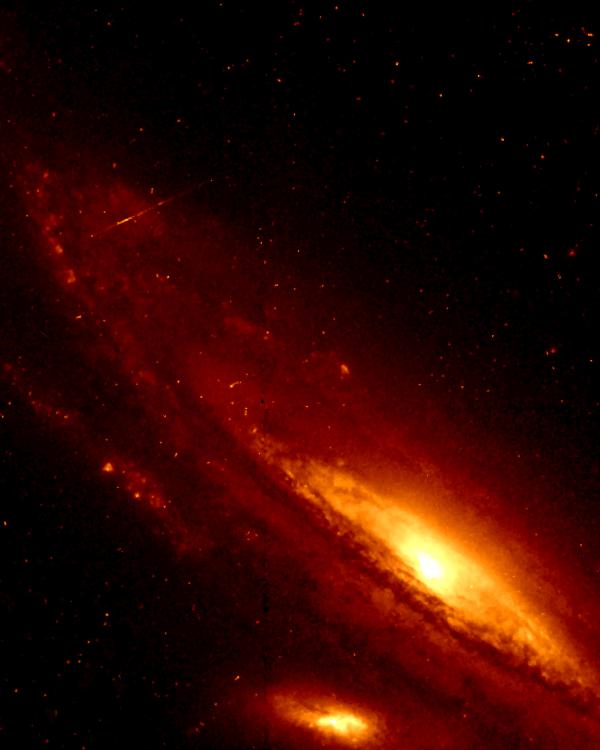
NGC 931 ripesa dal telescopio spaziale Hubble.

NGC 931 ha una classe di luminosità II-III e presenta una larga riga a 21 cm dell'idrogeno neutro.
Viene considerata una galassia attiva di tipo Seyfert 1 (Sy 1). Il suo nucleo è inoltre luminoso nell'ultravioletto. È inserita nel catalogo di Markarian con il codice Mrk 1040 (MK 1040).
Data la sua luminosità superficiale pari a 14,04, NGC 931 può essere classificata come una galassia a bassa luminosità superficiale (nella letteratura in lingua inglese abbreviata in LSB, acronimo di Low Surface Brightness). Le galassie LSB sono galassie di tipo diffuso (D) con una luminosità superficiale inferiore di almeno una magnitudine a quella del cielo notturno circostante.

## Supernova
Il 19 novembre 2009, all'interno di NGC 931 è stata scoperta la supernova SN 2009lw da W. Li, S. B. Cenko e A. V. Filippenko dell'Università della California - Berkeley nel corso del programma LOSS (Lick Observatory Supernova Search) dell'Osservatorio Lick. La supernova è stata classificata di tipo Ib/IIb.

## Gruppo di NGC 940
NGC 931 fa parte di un gruppo di galassie comprendente probabilmente otto membri, il Gruppo di NGC 940. Oltre a NGC 931 e NGC 940, altre cinque galassie del gruppo sono: UGC 1856, UGC 1963, UGC 2008, PGC 9400 e CGCG 504-97.
L'ultima componente del gruppo potrebbe essere PGC 212995. Si tratta di una piccola galassia situata a nord di NGC 931 a una distanza di 220 milioni di anni luce dalla nostra Via Lattea. Nelle immagini le due galassie sembrano in collisione, ma nessun sito ne fa cenno.